# Geastrum quadrifidum
Geastrum quadrifidum là một loài nấm không ăn được thuộc chi geastrum, được mô tả khoa học lần đầu bởi Christian Hendrik Persoon năm 1794, G. quadrifidum là một loài phân bố toàn cầu - nhưng không phổ biến - ở châu Âu, châu Mỹ, châu Phi, châu Á, và Úc. Loài nấm này mọc trên xác sinh vật đã chết, hút thức ăn phân huỷ chất hữu cơ có trong đất và rác của khu rừng lá kim.